# Snowboard-Juniorenweltmeisterschaften 1998
Die 2. FIS Snowboard-Juniorenweltmeisterschaften fanden am 24. und 25. Januar 1998 in Chamrousse statt. Ausgetragen wurden Wettkämpfe im Riesenslalom und Halfpipe.

## Medaillenspiegel
| Platz | Land       | Gold | Silber | Bronze | Gesamt |
| ----- | ---------- | ---- | ------ | ------ | ------ |
| 1     | Frankreich | 2    | 2      | 1      | 5      |
| 2     | Schweden   | 1    | 1      | 2      | 4      |
| 3     | Kanada     | 1    | 0      | 0      | 1      |
| 4     | Österreich | 0    | 1      | 1      | 2      |
|       | Gesamt     | 4    | 4      | 4      | 12     |

## Ergebnisse Frauen

### Riesenslalom
| Platz | Land       | Sportlerin         |
| ----- | ---------- | ------------------ |
| 1     | Frankreich | Julie Pomagalski   |
| 2     | Österreich | Sabine Wutscher    |
| 3     | Schweden   | Sara Fischer       |
| 4     | Frankreich | Florine Valdenaire |
| 5     | Frankreich | Aurélie Tible      |
| 6     | Österreich | Nina Schlegel      |
| 7     | Frankreich | Emilie Faye        |
| 8     | Kanada     | Hélène Cloutier    |
| 9     | Polen      | Anna Luckos        |
| 10    | Spanien    | Teresa Aranda      |

Datum: 24. Januar 1998

Es waren 27 Sportlerinnen am Start.

Weitere Teilnehmerinnen aus deutschsprachigen Ländern:

 Stephanie Berchtold: 12. Platz

 Rebekka von Känel: 13. Platz

 Cornelia Katna: 14. Platz

 Nana Fritz: 20. Platz

### Halfpipe
| Platz | Land                   | Sportlerin       |
| ----- | ---------------------- | ---------------- |
| 1     | Kanada                 | Kim Dunn         |
| 2     | Schweden               | Sophia Bergdahl  |
| 3     | Schweden               | Sara Fischer     |
| 4     | Vereinigtes Königreich | Charlotte Dutton |
| 5     | Schweiz                | Martine Barro    |
| 6     | Ungarn                 | Dalma Pszotka    |
| 7     | Frankreich             | Eugenie Dudas    |
| 8     | Frankreich             | Julie Boulgakoff |

Datum: 25. Januar 1998

Es waren 18 Sportlerinnen am Start.

## Ergebnisse Männer

### Riesenslalom
| Platz | Land        | Sportler              |
| ----- | ----------- | --------------------- |
| 1     | Frankreich  | Charlie Cosnier       |
| 2     | Frankreich  | Xavier de Le Rue      |
| 3     | Österreich  | Lukas Grüner          |
| 4     | Österreich  | Andreas Prommegger    |
| 5     | Österreich  | Gerhard Unterkofler   |
| 6     | Frankreich  | Thomas Bourgault      |
| 7     | Kanada      | David Vaughan         |
| 8     | Deutschland | Christian Ehrnthaller |
| 9     | Finnland    | Mikko Nuuttila        |
| 10    | Italien     | Robert Trakofler      |

Datum: 24. Januar 1998

Es waren 61 Sportler am Start.

Weitere Teilnehmer aus deutschsprachigen Ländern:

 Marcel Hilfiker: 11. Platz

 Sascha Duff: 20. Platz

 Christian Kühme: 22. Platz

 Lukas von Känel: 29. Platz

 Manuel Uhlmann: 34. Platz

 Gerald Wagner: 36. Platz

 Ralph Bussler: 37. Platz

### Halfpipe
| Platz | Land       | Sportler                |
| ----- | ---------- | ----------------------- |
| 1     | Schweden   | Patrik Karlsson         |
| 2     | Frankreich | Jonathan Collomb-Patton |
| 3     | Frankreich | Kevin Saumade           |
| 4     | Kanada     | Remi Bronsard           |
| 5     | Schweden   | Tomas Johansson         |
| 6     | Polen      | Wojciech Pająk          |
| 7     | Spanien    | Javier Sarmiento        |
| 8     | Schweden   | Magnus Sterner          |

Datum: 25. Januar 1998

Es waren 43 Sportler am Start.

Weitere Teilnehmer aus deutschsprachigen Ländern:

 Frederik Kalbermatten: 10. Platz

 Nando Simmen: 12. Platz

 Dominic Plüer: 13. Platz

 Joos Keller: 20. Platz

 Marc-Oliver Tschabold: 26. Platz

 Nicolas Müller: 42. Platz